# Ligne 52 du tramway de Bruxelles
 (janvier 2022).
Si vous disposez d'ouvrages ou d'articles de référence ou si vous connaissez des sites web de qualité traitant du thème abordé ici, merci de compléter l'article en donnant les références utiles à sa vérifiabilité et en les liant à la section « Notes et références ».
Pour les articles homonymes, voir Ligne 52.
La ligne 52 est une ancienne ligne du tramway de Bruxelles qui reliait l'Esplanade à Bruxelles au Château Calmeyn à Drogenbos entre 1935 et 2007.

## Histoire
La ligne est créée le 27 avril 1935 afin de desservir l'Exposition universelle de 1935. Dès sa mise en service, elle reliait déjà le Plateau du Heysel (terminus "Astrid", du nom de l'entrée homonyme de l'Expo 1935) à Forest (place Saint-Denis), en empruntant notamment l'avenue de Meysse, l'avenue des Croix de Feu, la chaussée de Vilvorde, le pont Van Praet, la rue Gallait, la place Liedts, la place Rogier, les boulevards du centre, la gare du Midi, l'avenue Fonsny, l'avenue Van Volxem et enfin la chaussée de Bruxelles.
Mais elle dut évoluer grâce au prolongement de certains services à la gare de Forest-Midi entre novembre 1935 et juin 1947, au prolongement de la ligne à Drogenbos en juin 1947 par la place Saint-Denis (Forest), la chaussée de Neerstalle, la rue de l'étoile (Uccle) et la "Grote Baan" (Drogenbos-région flamande). Il desservait le centre de Drogenbos (Maison communale, église Saint-Nicolas, château). Le terminus de Drogenbos prenait autrefois la forme dite du  chapeau de curé, ce qui permettait l'exploitation de la ligne par les PCC 7000/7100, ainsi que par les trams de l'ancienne ligne 58 des tramways de Bruxelles lorsque celle-ci fut déviée pour cause de travaux vers  Danco. Ces deux lignes étaient d'ailleurs très similaires avec un tronc commun s'étendant des arrêts  Stalle (Uccle)  à Princesse Élisabeth (Schaerbeek)  jusqu'en 1987 lorsque le tramway 58 reprit l'itinéraire du tramway 62 vers Berchem. La ligne 52 quant à elle resta inchangée de 1947 à 2006. Avec l'arrivée des PCC 7900 sur la ligne, ce terminus fut transformé, dans un premier temps, en une longue voie unique en impasse pouvant accueillir deux trams l'un derrière l'autre et permettant donc les dépassements. Par la suite, il prit sa forme actuelle à deux voies en impasse avec la création d'un site propre.
Son ancien terminus de la place Saint-Denis fut tour à tour repris par les trams 19 puis 18 en 1988, avant d'être définitivement désaffecté lors du prolongement de la ligne 18 sur la chaussée de Neerstalle vers  Dieweg en 1993.
Afin de préparer l'Exposition universelle de 1958, les infrastructures ferrées vers le plateau du Heysel ont été profondément modifiées car le terminus Esplanade dans sa configuration actuelle, en remplacement du terminus Astrid a été mis en service, les tunnels Léopold (depuis le 28 août 1957) et Gros Tilleul et les voies en site propre longeant l'avenue des Croix de Feu ont été créés. De 1968 à 1998, il partagea son terminus et le tronçon entre  Esplanade  et  Verboekhoven  avec le tram 92.
La ligne 52 avait une déclivité relativement plane (très rare à Bruxelles) vu son itinéraire plutôt fidèle au Canal Charleroi-Bruxelles.
De plus, la ligne a dû s'adapter à la suite de la création d'un axe prémétro qu'elle empruntera entre la gare du Nord et la gare du Midi du 4 octobre 1976 au 1er juillet 2007, fin de service. Jusqu'alors, le 52 parcourait encore l'essentiel de son parcours d'origine, mais en 2006, il a dû changer d'itinéraire en faveur d'un plus rapide par le quai des Usines desservant ainsi à partir de Thomas les arrêts  Masui, Jules de Trooz, Mabru et Quai des Usines, avant de retrouver son chemin au niveau du pont Van Praet. La cadence du tram 56 (cf Ancienne ligne 56 du tram de Bruxelles) fut alors renforcée pour combler le manque du tram 52 dans le centre de Schaerbeek.

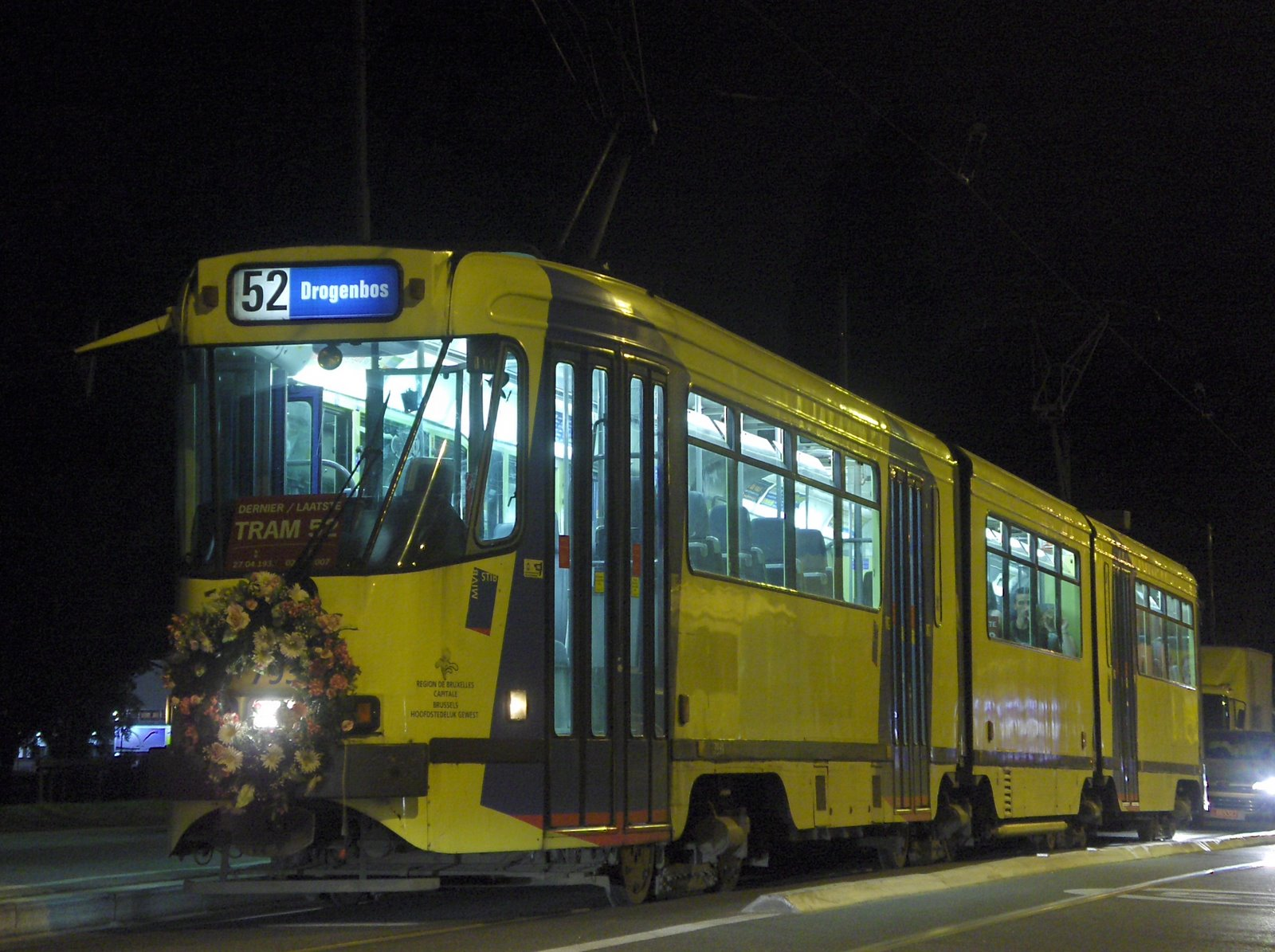
Dernier tram 52 pour Drogenbos le 02 07 2007 peu après minuit.

La ligne 52 a été supprimée le 2 juillet 2007 tout comme les lignes 18, 83, 90, 91 et 93. Elle a été remplacée par la ligne 3 (entre Esplanade et Gare du Midi) et la ligne 82 (entre Gare du Midi et Drogenbos Château, ligne 32 en soirée après 20h).

### Les stations
|  |   |  | Stations      |  |
|  | - |  | ------------- |  |
|  | ● |  | Esplanade     |  |
|  | ○ |  | Meysse        |  |
|  | ○ |  | De Wand       |  |
|  | ○ |  | Gros Tilleul  |  |
|  | ○ |  | Araucaria     |  |
|  | ○ |  | Buissonnets   |  |
|  | ○ |  | Heembeek      |  |
|  | ○ |  | Van Praet     |  |
|  | ○ |  | Teichmann     |  |
|  | ○ |  | Pr. Élisabeth |  |
|  | ○ |  | Verboekhoven  |  |
|  | ○ |  | Pavillon      |  |
|  | ○ |  | Rubens        |  |
|  | ○ |  | Liedts        |  |
|  | ○ |  | Thomas        |  |
|  | ○ |  | Progrès       |  |
|  | ○ |  | Gare du Nord  |  |
|  | ○ |  | Rogier        |  |
|  | ○ |  | De Brouckère  |  |
|  | ○ |  | Bourse        |  |
|  | ○ |  | Anneessens    |  |
|  | ○ |  | Lemonnier     |  |
|  | ○ |  | Gare du Midi  |  |
|  | ○ |  | Suède         |  |
|  | ○ |  | Verhaegen     |  |
|  | ○ |  | Orban         |  |
|  | ○ |  | Wielemans     |  |
|  | ○ |  | Union         |  |
|  | ○ |  | Châtaignes    |  |
|  | ○ |  | Zaman         |  |
|  | ○ |  | Monaco        |  |
|  | ○ |  | Forest Centre |  |
|  | ○ |  | Saint-Denis   |  |
|  | ○ |  | Max Waller    |  |
|  | ○ |  | Madelon       |  |
|  | ○ |  | Neerstalle    |  |
|  | ○ |  | Merlo         |  |
|  | ○ |  | Stalle        |  |
|  | ○ |  | Keyenbempt    |  |
|  | ○ |  | Rodts         |  |
|  | ○ |  | Grand'Route   |  |
|  | ● |  | Drogenbos     |  |

## Photos

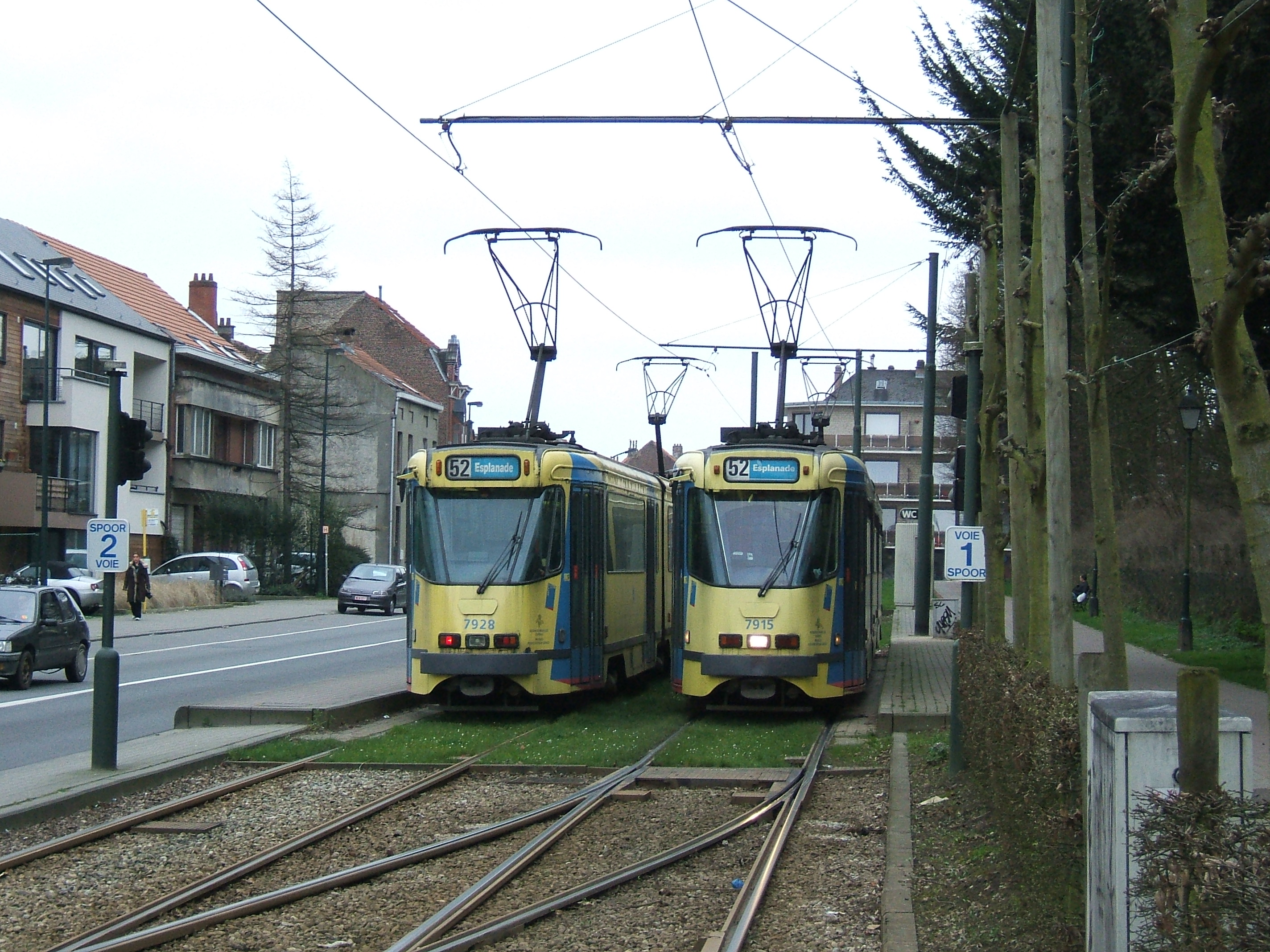
Mise à double voie de garage du terminus de Drogenbos autrefois à voie unique.
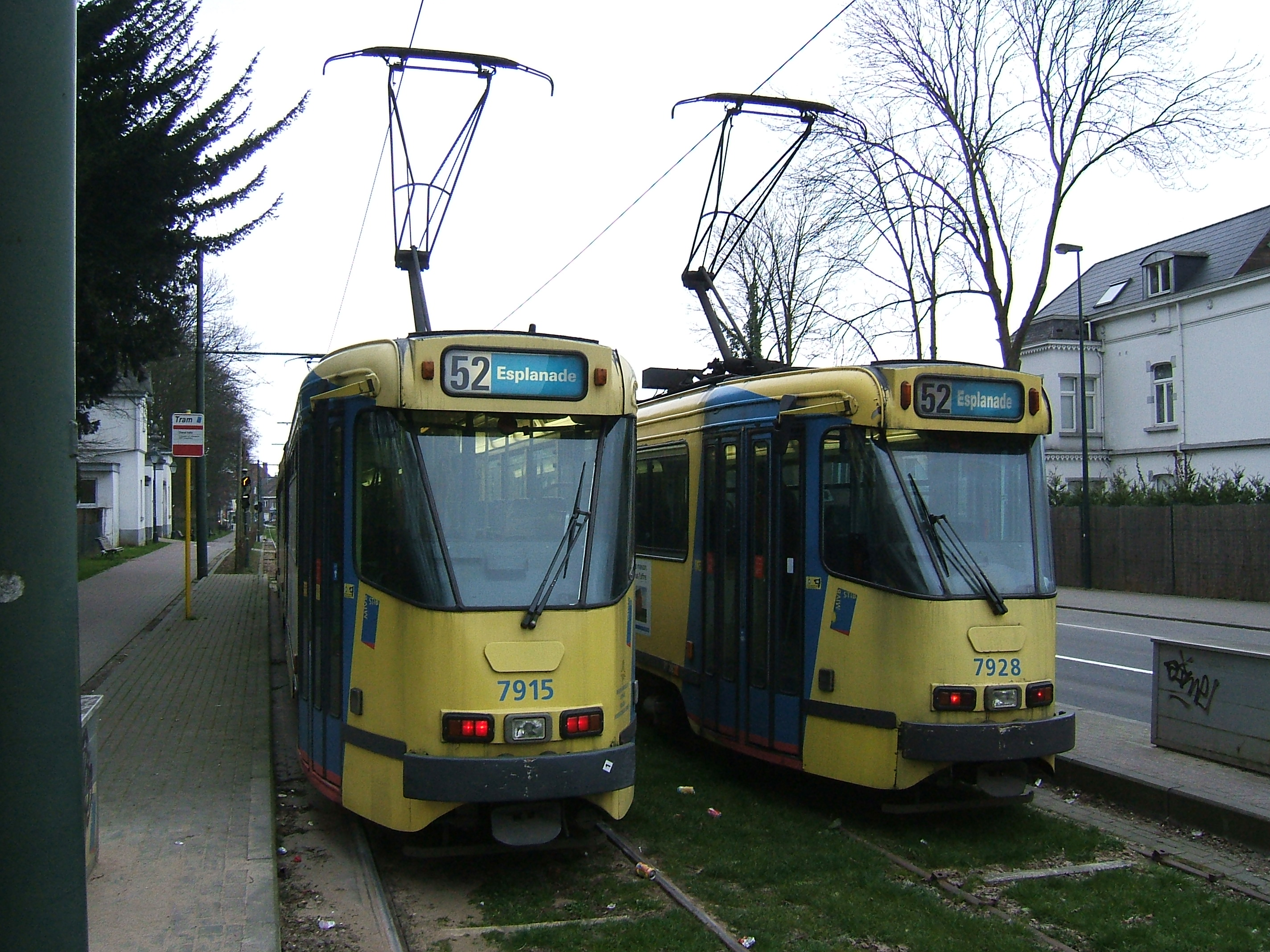
Deux trams 52 prêts au départ pour le Nord de Bruxelles.
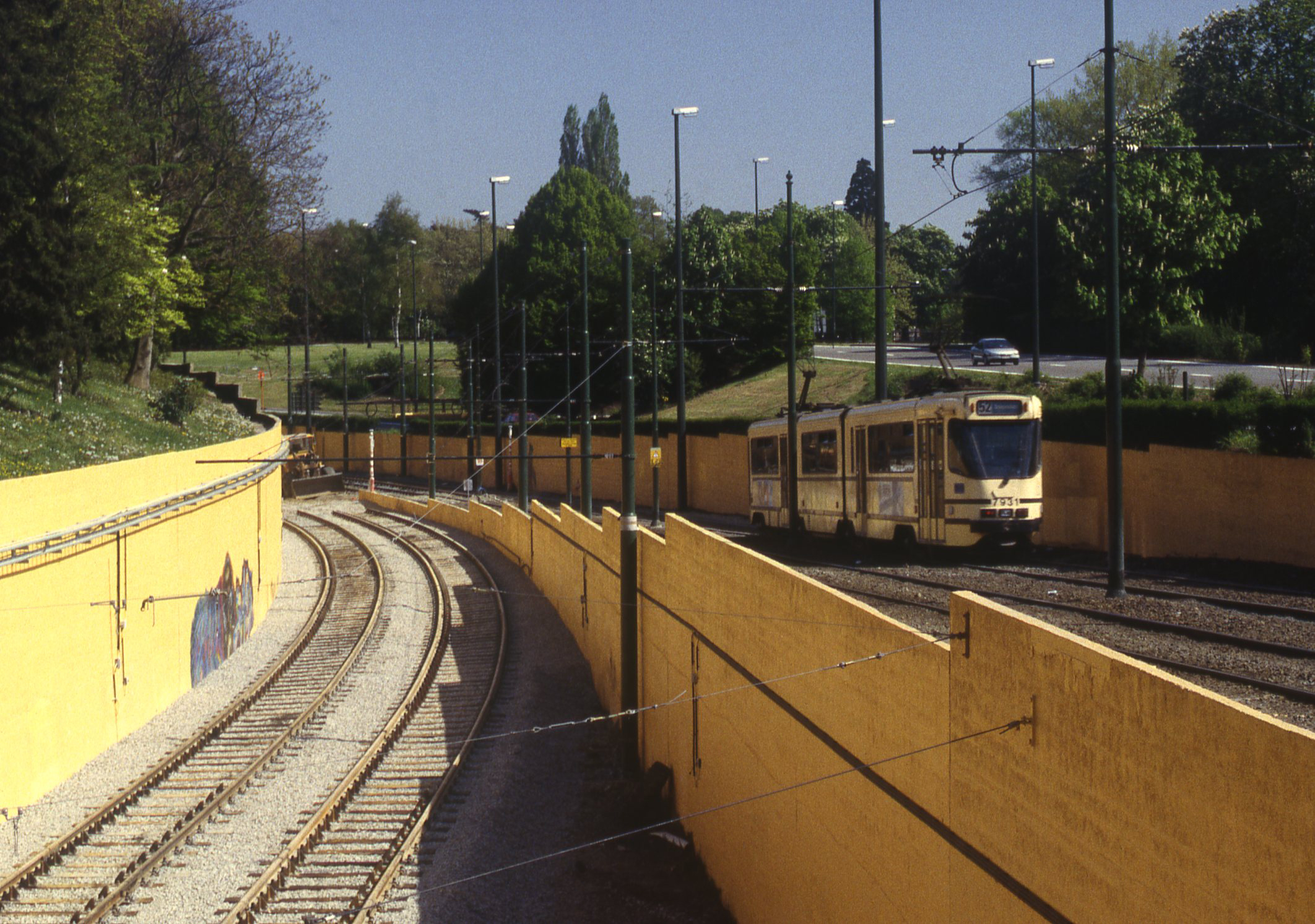
Tram 52 en direction de Drogenbos arrive à De Wand en 1994. À gauche, les futures voies des trams 19 et 23 vers le tunnel du Centenaire.

## Ligne du bus 52

La ligne de bus 52 abandonne le bleu clair au profit du jaune.

Depuis le 1er septembre 2021, l’indice 52 de la STIB est repris par une ligne de bus reliant Forest National à la Gare Centrale en passant par la place Saint-Denis, Bervoets, le Boulevard Guillaume van Haelen, la Barrière et le parvis de Saint-Gilles, la Porte de Hal, la rue Haute, la place de la Chapelle et le Boulevard de l'empereur. Il reprend ainsi l'itinéraire du bus 48 entre la place de Rochefort et la Porte de Hal, ce dernier étant dévié par la gare du Midi.

### Arrêts desservis
Gare Centrale - Madeleine - Chapelle - Jeu de Balle - Porte de Hal - (Hôpital Saint-Pierre) - Parvis de Saint-Gilles - Barrière - Combaz - Rochefort - Pierre Decoster - Union - Bervoets - Forest-Centre - Saint-Denis - Gare de Forest-Est - Forest National .